# 열중성자로
열중성자로(Thermal-neutron reactor)는 상온과 중성자온도가 비슷한 열중성자, 또는 저속 중성자를 사용하는 원자로이다. 일반적인 원자로가 열중성자로이다.

## 같이 보기
- 고속 중성자로